# Park Lake
Park Lake és una població dels Estats Units a l'estat de Kentucky. Segons el cens del 2000 tenia 537 habitants.

## Demografia
Segons el cens del 2000, Park Lake tenia 537 habitants, 159 habitatges, i 145 famílies. La densitat de població era de 2.073,4 habitants/km².
Dels 159 habitatges en un 67,9% hi vivien nens de menys de 18 anys, en un 78,6% hi vivien parelles casades, en un 10,7% dones solteres, i en un 8,8% no eren unitats familiars. En el 6,9% dels habitatges hi vivien persones soles el 6,9% de les quals corresponia a persones de 65 anys o més que vivien soles. El nombre mitjà de persones vivint en cada habitatge era de 3,38 i el nombre mitjà de persones que vivien en cada família era de 3,56.
Per edats la població es repartia de la següent manera: un 38,2% tenia menys de 18 anys, un 5,4% entre 18 i 24, un 41,5% entre 25 i 44, un 13,6% de 45 a 60 i un 1,3% 65 anys o més.
L'edat mediana era de 31 anys. Per cada 100 dones de 18 o més anys hi havia 97,6 homes.
La renda mediana per habitatge era de 63.750 $ i la renda mediana per família de 64.167 $. Els homes tenien una renda mediana de 50.156 $ mentre que les dones 31.583 $. La renda per capita de la població era de 21.384 $. Cap de les famílies i el 0,6% de la població estaven per davall del llindar de pobresa.

## Poblacions més properes
El següent diagrama mostra les poblacions més properes.